# Hrabstwo Ogle
Hrabstwo Ogle – hrabstwo w USA, w stanie Illinois, według spisu z 2000 roku liczba ludności wynosiła 51 032. Siedzibą hrabstwa jest Oregon.

## Geografia
Według spisu hrabstwo zajmuje powierzchnię 1977 km², z czego 1965 km² stanowią lądy, a 11 km² (0,58%) stanowią wody. W obrębie hrabstwa położony jest park stanowy White Pines Forest.

### Sąsiednie hrabstwa
- Hrabstwo Winnebago – północ
- Hrabstwo Boone – północny wschód
- Hrabstwo DeKalb – wschód
- Hrabstwo Lee – południe
- Hrabstwo Whiteside – południowy wschód
- Hrabstwo Carroll – zachód
- Hrabstwo Stephenson – północny zachód

## Historia
Hrabstwo zostało utworzone w 1836 roku z hrabstw Jo Daviess oraz La Salle. Zostało nazwane na cześć Josepha Ogle'a.

## Demografia
Według spisu z 2000 roku hrabstwo zamieszkuje 51 032 osób, które tworzą 19 278 gospodarstw domowych oraz 14 169 rodzin. Gęstość zaludnienia wynosi 26 osób/km². Na terenie hrabstwa jest 20 420 budynków mieszkalnych o częstości występowania wynoszącej 10 budynków/km². Hrabstwo zamieszkuje 95,35% ludności białej, 0,44% ludności czarnej, 0,24% rdzennych mieszkańców Ameryki, 0,42% Azjatów, 0,04% mieszkańców Pacyfiku, 2,45% ludności innej rasy oraz 1,06% ludności wywodzącej się z dwóch lub więcej ras, 6,01% ludności to Hiszpanie, Latynosi lub inni.
W hrabstwie znajduje się 19 278 gospodarstw domowych, w których 35,50% stanowią dzieci poniżej 18 roku życia mieszkający z rodzicami, 61,30% małżeństwa mieszkające wspólnie, 8,30% stanowią samotne matki oraz 26,50% to osoby nie posiadające rodziny. 22,50% wszystkich gospodarstw domowych składa się z jednej osoby oraz 9,80% zyję samotnie i ma powyżej 65 roku życia. Średnia wielkość gospodarstwa domowego wynosi 2,62 osoby, a rodziny wynosi 3,07 osoby.
Przedział wiekowy populacji hrabstwa kształtuje się następująco: 27,50% osób poniżej 18 roku życia, 7,20% pomiędzy 18 a 24 rokiem życia, 28,80% pomiędzy 25 a 44 rokiem życia, 23,10% pomiędzy 45 a 64 rokiem życia oraz 13,40% osób powyżej 65 roku życia. Średni wiek populacji wynosi 37 lat. Na każde 100 kobiet przypada 98,40 mężczyzn. Na każde 100 kobiet powyżej 18 roku życia przypada 96 mężczyzn.
Średni dochód dla gospodarstwa domowego wynosi 45 448 dolarów, a średni dochód dla rodziny wynosi 53 028 dolarów. Mężczyźni osiągają średni dochód w wysokości 39 862 dolarów, a kobiety 23 854 dolarów. Średni dochód na osobę w hrabstwie wynosi 20 515 dolarów. Około 5,30% rodzin oraz 7,10% ludności żyje poniżej minimum socjalnego, z tego 8,40% poniżej 18 roku życia oraz 5,30% powyżej 65 roku życia.

## Miasta
- Byron
- Oregon
- Polo
- Rochelle

## CDP
- Grand Detour
- Lost Nation

## Wsie
- Adeline
- Creston
- Davis Junction
- Forreston
- Hillcrest
- Leaf River
- Monroe Center
- Mount Morris
- Stillman Valley